# Ectobiinae
Sous-famille
Les Ectobiinae sont une sous-famille de blattes de la famille des Blattellidae, ou Ectobiidae selon les auteurs, de l'ordre des Blattodea, super-famille des Blaberoidea. Ils sont présents surtout en Europe, en Asie, en Afrique et en Australie, mais certaines espèces ont été introduites accidentellement en Amérique du Nord.
Si certaines pénètrent accidentellement dans les maisons, elles sont inoffensives, ne peuvent s'y reproduire, n'y occasionnent pas de dégâts et ne véhiculent aucune maladie. Il n'est donc pas nécessaire de chercher à s'en débarrasser.

## Genres compris dans la sous-famille
Ont été classés dans la sous-famille des Ectobiinae les genres suivants : 
- Arbiblatta Chopard, 1936, avec 9 espèces, réparties en Macronésie, Afrique du Nord et Proche-Orient;
- Capraiellus Harz, 1976, avec 2 ou 3 espèces selon les auteurs, présentes en Europe et au Maroc;
- Ectobius Stephens, 1835, paléarctique et africain, avec 68 espèces;
- Eutheganopteryx Shelford, 1912, avec 1 espèce endémique de Madagascar
- Luridiblatta Fernandes, 1965, avec 2 espèces présentes en péninsule Ibérique, en Afrique du Nord, en Sardaigne, en Sicile et au Proche-Orient;
- Phyllodromica Fieber, 1853, avec 98 espèces présentes en Europe, en Afrique du Nord, au Proche- et au Moyen-Orient;
- Planuncus Bohn, 2013, avec 13 espèces réparties en 3 sous-genres, présentes de France au Maroc;
- Theganopteryx Brunner von Wattenwyl, 1865, avec 31 espèces présentes en Afrique et à Madagascar;

Et quatre genres des régions australasienne et pacifique: 
- Choristima Tepper, 1895, avec 12 espèces en Australie et en Tasmanie;
- Ectoneura Shelford, 1907, avec 21 espèces en Australie, en Tasmanie, dans les îles Salomon et en Nouvelle-Calédonie;
- Pseudectoneura Princis, 1974, avec 1 espèce présente en Nouvelle-Calédonie;
- Stenectoneura Hebard, 1943, avec 5 espèces, dans l'Ouest et le Sud de l'Australie et en Tasmanie.

Des genres fossiles ont également existé, dont le genre actuel Ectobius déjà connu au Paléocène, ainsi que d'autres genres disparus : 
- †Agrabtoblatta Gorochov, 2007;
- †Chopardia Piton 1940;
- †Isoplates Haupt, 1956;
- †Telmablatta Haupt, 1956.